# Britt Robertson
Brittany Leanna "Britt" Robertson, född 18 april 1990 i Charlotte i North Carolina, är en amerikansk skådespelare.
Robertson är mest känd för sina roller som Cara Burns i Dan In Real Life, Angie i Under The Dome, Samantha i Swingtown, Trixie Stone i The Tenth Circle, Lux Cassidy i Life Unexpected, Marnie Cooper i Scream 4,  Allie Pennington i Avalon High, Aubrey Miller i The first time och som den föräldralösa häxan Cassie Blake i The Secret Circle. Hon medverkar även i filmen Triple Dog som Chapin.

## Filmer
| År   | Titel                                | Roll                  | Noteringar           |
| ---- | ------------------------------------ | --------------------- | -------------------- |
| 2003 | The Ghost Club                       | Carrie                |                      |
| 2003 | One of Them                          | Young Elizabeth       | Direkt till spelfilm |
| 2004 | The Last Summer                      | Beth                  |                      |
| 2004 | Tangled Up in Blue                   | Tula                  | TV film              |
| 2004 | Growing Pains: Return of The Seavers | Michelle Seaver       | TV film              |
| 2006 | Keeping Up with the Steins           | Ashley Grunwald       |                      |
| 2006 | Women of a Certain Age               | Doria                 | TV film              |
| 2006 | Jesse Stone: Night Passage           | Michelle Genest       | TV film              |
| 2007 | Frank                                | Anna York             |                      |
| 2007 | Min brors flickvän                   | Cara Burns            |                      |
| 2008 | From Within                          | Claire                |                      |
| 2008 | The Tenth Circle                     | Trixie Stone          | TV film              |
| 2009 | The Alyson Stoner Project            | DJ B-Rob              | Direkt till spelfilm |
| 2009 | Mother and Child                     | Violet                |                      |
| 2010 | Cherry                               | Beth                  |                      |
| 2010 | Triple Dog                           | Chapin Wright         |                      |
| 2010 | Avalon High                          | Allie Pennington      | TV film              |
| 2011 | Scream 4                             | Marnie Cooper         |                      |
| 2011 | Video Girl                           | Video Girl            |                      |
| 2011 | The Family Tree                      | Kelly Burnett         |                      |
| 2012 | The First Time                       | Aubrey Miller         |                      |
| 2013 | White Rabbit                         | Julie                 |                      |
| 2013 | Delivery Man                         | Kristen               |                      |
| 2014 | Ask Me Anything                      | Katie Kampenfelt/ Amy |                      |
| 2014 | Cake                                 | Becky                 |                      |
| 2015 | The Longest Ride                     | Sophia Danko          |                      |
| 2015 | Tomorrowland: A World Beyond         | Casey Newton          |                      |
| 2016 | Mother's Day                         | Kristin               |                      |
| 2016 | Mr. Church                           | Chatlotte Brooks      |                      |
| 2016 | Jack Goes Home                       | Cleo                  |                      |
| 2017 | A Dog's Purpose                      | Hannah                |                      |
| 2017 | The Space Between Us                 | Tulsa                 |                      |

## TV
| År        | Titel                             | Roll                             | Noteringar                    |
| --------- | --------------------------------- | -------------------------------- | ----------------------------- |
| 2000      | Sheena                            | Little Sheena                    | Avsnitt: "Buried Secrets"     |
| 2001      | Power Rangers Time Force          | Tammy                            | Avsnitt: "Uniquely Trip"      |
| 2005-2006 | Freddie                           | Mandy                            | 2 Avsnitt                     |
| 2007      | The Winner                        | Vivica                           | Avsnitt: "Pilot"              |
| 2007      | CSI: Crime Scene Investigation    | Amy Macalino                     | Avsnitt: "Go to Hell"         |
| 2008      | Swingtown                         | Samantha Saxton                  | Återkommande roll; 13 Avsnitt |
| 2008      | Law & Order: Special Victims Unit | Christina "Tina" Divola Bernardi | Avsnitt: "Babes"              |
| 2009      | Law & Order: Criminal Intent      | Kathy Devildis                   | Avsnitt: "Family Values"      |
| 2009      | Three Rivers                      | Brenda Stark                     | Avsnitt: "Good Intentions"    |
| 2010-2011 | Life Unexpected                   | Lux Cassidy                      | Huvudroll                     |
| 2011-2012 | The Secret Circle                 | Cassie Blake                     | Huvudroll                     |
| 2013-2014 | Under the Dome                    | Angie McAlister                  | Huvudroll                     |
| 2016      | Casual                            | Fallon                           | Återkommande roll; 4 Avsnitt  |
| 2017      | Girlboss                          | Sophia Marlowe                   | Huvudroll                     |
| 2018      | For the People                    | Sandra Bell                      | Huvudroll                     |